# 코다 쿠미
코다 쿠미코(일본어: 神田來未子, 1982년 11월 13일 ~ )는 코다 쿠미(일본어: 倖田來未)라는 예명으로 활동하고 있는 교토부 출신의 일본의 가수이다.(실명인 神田는 칸다로 자주 읽히지만 코우다로도 읽힌다.) 2000년 싱글 〈Take Back〉으로 데뷔했으며, 2003년 비디오 게임 《파이널 판타지 X-2》의 테마곡으로 쓰인 일곱 번째 싱글 〈Real Emotion/1000개의 말〉를 통해 지명도를 높였다. 2005년 9월 발매한 첫 번째 베스트 앨범 《Best~first things~》은 최초로 오리콘 차트에서 1위를 했으며, 200만 장 가까이 팔면서 더블 밀리언 인증을 받았다.
2005년 12월 19번째 싱글〈You〉는 싱글 중 최초로 오리콘 싱글 차트 1위에 올랐으며, 이후로 발매된 12연작 싱글은 성공을 거뒀다. 2006년 3월 발매된 《BEST~second session~》 역시 오리콘 차트 1위와 함께 첫주 98만장을 매상하며 대히트를 기록했고 더블 밀리언 인증을 받았다. 이 시기 코다 쿠미는 대중적 인기의 정점을 찍었다. 이후 2006년 12월 다섯 번째 정규 앨범 《Black Cherry》를 시작으로 2015년 열두 번째 정규 앨범 《WALK OF MY LIFE》까지 8장의 정규 앨범을 연속으로 오리콘 앨범 차트 1위로 데뷔시켰다.
일본 에이벡스 trax 산하 rhythmzone 소속의 인기 여성 가수로, 그녀의 동생 코다 미소노 역시 가수 활동을 하고 있다. 그녀는 주특기인 섹시 댄스, 독특한 목소리와 뛰어난 노래 실력, 호탕한 성격 등으로 일본에서 "에로 각꼬이(섹시하면서 멋지다)"라는 별명을 얻으며 탑스타반열에 올랐다. 대한민국에는 2006년 9월 21일 제3회 아시아송페스티벌에 참가하기 위해 내한하여 <큐티하니>, <you>, <人魚姫> 등을 부른 바 있다.

## 생애
코다는 음악가 집안에서 태어났다. 할아버지는 샤쿠하치 달인이고 엄마는 코토를 가르치는 선생님이다. 동생 미소노는 밴드 데이 애프터 투모로우의 리드 보컬로 활동했었으며, 현재는 솔로 가수로 활동하고 있다.
코다 쿠미는 2000년 11월, 싱글 〈TAKE BACK〉로 미국서 데뷔. 빌보드 댄스 차트에서 최고 18위를 기록하였으며, 일본에는 그 해 12월 6일같은 곡으로 데뷔하였다. 2003년에 〈real Emotion〉이 인기 게임 《파이널 판타지 X-2》의 테마곡으로 쓰이며 오리콘 주간 차트 3위에 오르는 등 주목받았으나, 이후 싱글들의 판매량은 부진했다.
그러던 중, Sugar 멤버 아유미가 리메이크해 대한민국에도 잘 알려진 〈큐티 하니(キュ―ティ―ハニ)〉가 수록된 4A(수록된 4곡이 모두 타이틀 곡인 싱글) 싱글 〈LOVE & HONEY〉가 큰 인기를 얻었고, 2005년 초 발매된 앨범 《secret》이 주간 앨범 차트 3위에 오르며 코다는 서서히 그 입지를 굳혀 갔다.
그로부터 반년 후 베스트 앨범 《BEST~first things~》가 오리콘 주간 앨범 차트 2위를 기록하고 100만장을 돌파하는 등 그녀의 전성기를 열었다. 그리고 그녀는 그해 겨울에 그 누구도 시도하지 않았던 12주 연속 싱글 발매를 하게 되는데, 이 중 첫 싱글인 〈you〉는 그녀 최초의 오리콘 주간 싱글 차트 1위를 기록했고, 나머지 싱글들도 모두 오리콘 주간 싱글 차트 10위권에 진입하는 대기록을 세웠다. 12주 연속 싱글들을 모아서 낸 앨범이 바로 《BEST~second session~》인데, 이 앨범은 발매 첫주 약 98만장, 총 판매량 약 175만장을 판매해 그녀의 인기를 다시 입증시켰다. (2006년 연간앨범차트 2위, 여가수 1위)
《BEST~second session~》 이후 그녀의 활동은 더욱 활발해졌다. 2006년 5월 일본의 드라마 주제가로 사용된 싱글 〈恋のつぼみ (사랑의 꽃봉오리)〉를 발매했고, 그로부터 2개월 뒤인 7월, 〈LOVE & HONEY〉에 이은 4A 싱글 〈4 hot wave〉를 발매했다. 이 싱글은 오리콘 주간 차트에서 Kinki Kids에 이어 2위를 기록했지만 첫주 판매량은 약 20만장, 최종 판매량은 약 39만장을 기록해 코다 쿠미의 싱글 중 가장 높은 판매량을 기록했다. 이어서 10월에는 발라드 싱글 〈夢のうた / ふたりで... (꿈의 노래 / 둘이서...)〉를 발매했다. 17만장대의 판매량으로 오리콘 주간 싱글 차트 1위를 기록했고, 2006년 12월 31일에 열린 NHK 홍백가합전에도 〈夢のうた〉로 출연했다. 11월 22일에는 일본의 남성 그룹 EXILE과 싱글 〈WON'T BE LONG〉을 함께 내기도 했다.
2006년 12월 20일에는 5번째 정규 앨범 《Black Cherry》를 발매했다. 싱글 〈Cherry Girl〉을 중심으로, 어두운 곡들과 밝은 곡들이 배치되어 있는데, 앨범 당시 오리콘과 가진 인터뷰에서 그녀는 "Black Cherry"라는 앨범의 제목은 "사랑스럽고 순수한 이미지의 Cherry에 Black이 붙어, 사랑스러움 안에 힘이 있는 여성의 이미지"라고 밝히기도 했다. 이 앨범은 발매 첫 주 약 50만 장의 판매량으로 오리콘 주간 앨범 차트 1위를 기록했고, 이후 4주 연속 1위를 차지했다. 또, 발매 27주 만에 총 판매량 100만 장을 돌파하였다. (2007년 연간앨범차트 2위. 여가수 1위)
앨범 《Black Cherry》 이후, 코다 쿠미는 2007년 3월 14일에 새로운 싱글 〈BUT / 愛証 (BUT / 사랑의 증거)〉과 발라드 곡만을 모은 세 번째 베스트 앨범 《BEST~BOUNCE & LOVERS~》를 동시발매했다. 6월 27일에는 새 싱글 〈FREAKY〉를 발매했는데, 10만장이 넘는 판매량으로 오리콘 주간 싱글 차트 1위를 기록했다. 이 싱글에는 2006년의 〈4 hot wave〉처럼 총 4곡이 수록되어 있으나, 4A 싱글은 아니다. 9월 12일에는 발라드 싱글 〈愛のうた (사랑의 노래)〉를 발매했다. 뒤이어 영화 《레지던트 이블 3》(일본 개봉판 이름은 《바이오 해저드 3》)의 일본판 주제곡으로 쓰였던 싱글 〈LAST ANGEL〉을 발매했다. 이 싱글에는 그룹 동방신기가 참여했다. 2008년 1월에는 싱글 〈anytime〉을 발매했고, 이어 6번째 정규 앨범 《Kingdom》을 발매했다. 대부분의 가수들이 한 앨범에 4~5곡의 뮤직 비디오를 찍는 것에 비해, 코다 쿠미는 이 앨범을 위해 모든 앨범 수록곡의 뮤직 비디오를 찍었다. 발매 첫주 40만장을 매상해 오리콘 weekly 차트에서 2주간 1위를 랭크했다.
그리고 앨범 발매 2달이 조금 지난 4월 12일, 시즈오카현에서 펼쳐진 그녀의 2008년 라이브 투어(KODA KUMI LIVE TOUR 2008 ~Kingdom~) 첫 공연부터 활동을 다시 시작했다. 이어 싱글 〈MOON〉을 발매하고 TV 활동도 재개했다.싱글 〈MOON〉은 4A 싱글로, 수록곡으로 드라마 주제가로 쓰인 발라드 곡 〈Moon Crying〉, 블랙 아이드 피스의 멤버 퍼기와 함께 부른 〈That Ain't Cool〉 등이 있다.
09년 1월 발매된 7 th앨범 「TRICK」은 오리콘 weekly 랭킹 2주 연속으로 1위 하였고, 09년 3월에는 친동생인 misono와의 콜라보레이션곡을 포함한 스프릿트 싱글 「It＇s all Love!」를 릴리스 해, 형제·자매에서는 사상최초가 되는 첫등장 1위를 획득. 10월에는 단독 공연으로서는 처음이 되는 해외 공연·타이완 LIVE를 실시했다.
2010년 1월 20일에는 46번째 「싱글 Can We Go Back」을 발매하였다. 첫주 31,078장을 매상해 오리콘 weekly 차트 2위를 랭크하였으며 2월 3일 릴리스 된 8 th앨범 「BEST ~third universe ~ & 8th AL "UNIVERSE"」가 첫주 22.1 만장을 판매하고 오리콘 weekly 랭킹 1주간 1위를 획득했다. 그리고 7월에는 여름 싱글 「Gossip Candy」가 발표되었다.곧 이어 겨울 발라드 싱글 「好きで、好きで、好きで。 / あなただけが」가 첫주 5.5만장을 매상했지만 같은날 동시 발매된 하마사키 아유미를 뒤 이어 오리콘 weekly 랭킹 2위를 획득했다. MP3 다운로드 100만건을 돌파하며 히트를 기록한다.
11년 3월 자신의 9 th앨범 「Dejavu」는 오리콘 weekly 랭킹 1주 1위를 하였다. 최종적으로 22만장을 매상하였고, 곧 이어 자신의 통산 50번째 싱글이 되는 기념비적 여름 싱글 「4 TIMES」가 발표된다. 첫 주 5.5만장을 매상해 오리콘 weekly 차트 6위에 랭크되었다. 9월, 발라드 싱글 「愛を止めないで」역시 오리콘 weekly 차트 6위를 기록했다.
11월, 역동적인 댄스 퍼포먼스가 가미된 싱글 「Love Me Back」가 릴리즈 하며 활동을 재개했고 발매 첫주 3.2만장의 판매고를 기록하고 오리콘 weekly 차트 6위에 랭크됐다. 「Love Me Back」프로모션 중 코다는 자신의 공식 홈페이지에 결혼 사실을 팬들에게 알리며 큰 화제가 되었다. 발표 초에는 혼전임신이 아니라고 밝혔으나 결국 혼전임신으로 확인되었고, 배우자로는 같은 레이블의 록 밴드 "BACK-ON" 일원인 "KENJI03"과 혼인을 맺었다고 밝혔다. 결혼 발표 뒤 대한민국의 음악 방송Mnet에서 주최하는 뮤직 페스티벌 「MAMA」에서 일본 대표 아티스트 자격으로 참가해 「愛のうた」,「V.I.P.」,「Bling Bling Bling」를 열창하고 베스트 핫 아시안 아티스트상을 수상했다. 그 해 연말 2011년 12월 31일에 열린 NHK 홍백가합전에서 「愛を止めないで」 열창하며 활동을 마무리 지음과 동시에 출산의 문제로 휴가를 가진다.
활동 휴지 중 2012년 1월 25일 자신의 통산 앨범 10 th가 되는 「JAPONESQUE」를 릴리즈 한다. 발매 첫주 9만장을 매상해 오리콘 weekly 차트에서 1주 1위를 획득했다. 임신의 문제로 홍보와 투어 활동이 전혀 없었지만 최종적으로 15만장을 매상하며 8년 연속으로 앨범 부분에서 1위를 획득해 역대 여성 솔로 아티스트 중 3위를 기록한다 (1위는 마츠토야 유미 (18년 연속), 2위는 하마사키 아유미 (13년 연속)
2012년 7월, 자신의 첫 장남이 되는 아이가 순산했다는 소식을 알리며 리믹스 앨범 「Beach Mix」를 발표하고 활동 재개에 시동을 걸었다. 그리고 두달 뒤, 10월 24일 출산 후 첫 싱글이 됨과 동시에 "토탈 이클립스"에 타이-업된 「Go to the top」을 발표했고 발매 첫주 5.5만장을 매상해 Alive/Physical thing (2009년 9월 16일) 이후 3년만에 싱글 부분에서 오리콘 weekly 차트 1위를 랭크하며 히트했다. 그리고 2012년 남녀 솔로부분에서 싱글과 앨범 동시에 weekly 차트에서 1위를 차지한 첫 번째 아티스트로 기록되었다.
최근 오사카 공연을 시작으로 4개 도시 8회 공연을 개최하는'KODA KUMI Premium Night~Love & Songs~'가 개최하고 이 투어는 가는 곳 마다 전석 매진되었다. 곧 이어 12월 26일에 발라드 싱글 「恋しくて」의 릴리즈하며 음원 사이트 '레코초쿠'에서 각종 차트 상위권을 차지하며 인기를 얻었다. 3월에는 80-90년대의 히트곡들을 리메이크한 커버 앨범 "Color The Cover"를 발표하고, 8월에는 여름 호화 싱글 'Summer Trip"등을 발표했으며 최근 코다는 10월달에 열릴 타이완에서의 단독 콘서트를 위해 준비중이다.
2014년 2월 26일 코다 쿠미가 약 2년 만에 새 정규 앨범 'Bon Voyage'를 발매했고 오리콘 위클리차트 1위를 차지했다. 최근까지는 'Bon Voyage' 전국 투어를 진행했는데 60번에 달하는 공연이 전석 매진을 기록했다. 파이널은 타이완에서 치루어졌다.
2014년 6월, 본인이 직접 프로듀싱한 콘텍트 렌즈 브랜드 'loveil'이 누적 판매수 153만 상자를 돌파하며 일본 여성들 사이에서 큰 인기를 끌었다.
2015년 3월 18일 12번째 정규 앨범 <WALK OF MY LIFE>를 발매했고 오리콘 차트 1위에 올랐다. 2015년 4월부터 아레나 투어를 개최할 예정이다.

## 음반

### 싱글
1. TAKE BACK (2000년 12월 6일)
2. Trust Your Love (2001년 5월 3일)
3. COLOR OF SOUL (2001년 10월 3일)
4. So Into You (2002년 3월 13일)
5. love across the ocean (2002년 7월 24일)
6. m・a・z・e (2002년 12월 11일)
7. real Emotion / 1000の言葉 <real Emotion / 1000의 단어> (2003년 3월 5일)
8. COME WITH ME (2003년 8월 27일)
9. Gentle Words (2003년 12월 10일)
10. Crazy 4 U (2004년 1월 15일)
11. LOVE & HONEY (2004년 5월 26일)
12. Chase (2004년 7월 28일)
13. 奇跡 <기적> (2004년 9월 8일)
14. hands (2005년 1월 19일)
15. Hot Stuff feat.KM-MARKIT (2005년 4월 13일)
16. Butterfly (2005년 6월 22일)
17. flower (2005년 8월 10일)
18. Promise / Star (2005년 9월 7일)
19. you (2005년 12월 7일)
20. Birthday Eve (5만장 한정싱글, 2005년 12월 14일)
21. D.D.D. feat.SOULHEAD (5만장 한정싱글, 2005년 12월 21일)
22. Shake It Up (5만장 한정싱글, 2005년 12월 28일)
23. Lies (5만장 한정싱글, 2006년 1월 4일)
24. feel (5만장 한정싱글, 2006년 1월 11일)
25. Candy feat.Mr.Blistah (5만장 한정싱글, 2006년 1월 18일)
26. No Regret (2006년 1월 25일)
27. 今すぐ欲しい <지금 바로 원해요> (5만장 한정싱글, 2006년 2월 1일)
28. KAMEN feat.石井竜也 <가면 feat.이시이 타츠야> (5만장 한정싱글, 2006년 2월 8일)
29. WIND (5만장 한정싱글, 2006년 2월 15일)
30. Someday / Boys♡Girls (2006년 2월 22일)
31. 恋のつぼみ <사랑의 꽃봉오리> (2006년 5월 24일)
32. 4 hot wave (2006년 7월 26일)
33. 夢のうた / ふたりで... <꿈의 노래 / 둘이서...> (2006년 10월 18일)
34. Cherry Girl / 運命 <Cherry Girl / 운명> (2006년 12월 6일)
35. BUT / 愛証 <BUT / 사랑의 증거> (2007년 3월 14일)
36. FREAKY (2007년 6월 27일)
37. 愛のうた <사랑의 노래> (2007년 9월 12일)
38. LAST ANGEL feat.東方神起 <LAST ANGEL feat.동방신기> (2007년 11월 7일)
39. anytime (2008년 1월 23일)
40. MOON (2008년 6월 11일)
41. TABOO (2008년 10월 8일)
42. stay with me (2008년 12월 24일)
43. It's all Love! (2009년 3월 31일)
44. 3 SPLASH (2009년 7월 8일)
45. Alive/Physical thing (2009년 9월 16일)
46. Can We Go Back (2010년 1월 20일)
47. Gossip Candy (2010년 7월 7일)
48. 好きで、好きで、好きで。 / あなただけが (2010년 9월 22일)
49. POP DIVA ( 2011년 2월 2일)
50. 4 TIMES (2011년 8월 17일)
51. 愛を止めないで (2011년 9월 21일)
52. LOVE ME BACK (2011년 11월 30일)
53. Go to the top (2012년 10월 24일)
54. 恋しくて (2012년 12월 26일)
55. Summer Trip (2013년 7월 31일)
56. Dreaming Now! (2013년 11월 13일) - 자신의 생일 날 음반이 릴리즈 되었다.
57. HOTEL (2014년 8월 6일)
58. Dance In The Rain (2014년 11월 5일)
59. Shhh！ (2016년 4월 9일)

### 앨범
정규 앨범
1. affection (2002년 3월 27일)
2. grow into one (2003년 3월 19일)
3. feel my mind (2004년 2월 18일)
4. secret (2005년 2월 9일)
  - secret (special edition, 2005년 4월 13일)
5. Black Cherry (2006년 12월 20일)
6. Kingdom (2008년 1월 30일)
7. TRICK (2009년 1월 28일)
8. UNIVERSE (2010년 2월 3일)
9. Dejavu (2011년 3월 2일)
10. JAPONESQUE (2012년 1월 25일)
11. Bon Voyage (2014년 2월 26일)
12. WALK OF MY LIFE (2015년 3월 18일)
13. W FACE ~Inside~ (2017년 3월 8일)
14. W FACE ~Outside~ (2017년 3월 8일)

베스트 앨범
1. BEST~first things~ (2005년 9월 21일)
2. BEST~second session~ (2006년 3월 8일)
3. BEST~BOUNCE & LOVERS~ (2007년 3월 14일)
4. BEST~third universe~ (2010년 2월 3일)

컬렉션 앨범
1. SUMMER of LOVE (2015년 7월 22일)
2. WINTER of LOVE (2016년 1월 20일)

기타 앨범
- 〈the meaning of peace〉 - KODA KUMI & BoA
- 〈WON'T BE LONG〉 - EXILE & KODA KUMI
- 〈Color the Cover〉- (리메이크 앨범)

리믹스 앨범
- 〈Koda Kumi Driving Hit's with house nation〉(2009년 3월 25일)
- 〈Koda Kumi Driving Hit's 2〉(2010년 3월 31일)
- 〈Koda Kumi Driving Hit's 3 with house nation〉(2011년 5월 4일)
- 〈Koda Kumi Driving Hit's 4 with house nation〉(2012년 3월 14일)
- 〈Beach Mix〉(2012년 8월 1일)
- 〈Koda Kumi Driving Hit's 5〉(2013년 3월 20일)
- 〈Koda Kumi Driving Hit's 6〉(2014년 3월 19일)
- 〈Koda Kumi Driving Hit's 7〉(2017년 4월 5일)

## 음반 외 활동
- DVD 드라마 《Cherry Girl》

## 수상 기록
- 2004년 "제37회 일본 유선대상" 신인상 - 〈LOVE & HONEY〉
- 2005년 "오리콘 차트 BEST ARTIST 2005" - 〈Butterfly〉
- 2005년 "제47회 일본 레코드 대상" 대상 - 〈Butterfly〉
- 2005년 "골든 디스크" 대상 - Butterfly
- 2006년 "제20회 일본 골드디스크 대상" 일본 내 음악 부문 올해의 아티스트(Artist of the year) - 〈Butterfly〉
- 2006년 "베스트 히트 가요제 2006" 팝스 그랑프리
- 2006년 "제39회 일본 유선대상" 대상
- 2006년 MTV Video Music Awards Japan 3관왕 (올해의 비디오 外 2개)
- 2006년 "제48회 일본 레코드 대상" 최우수 가창상'
- 2007년 "베스트히트 가요제" 그랑프리
- 2007년 MTV Video Music Awards Japan 3관왕 (올해의 비디오 外 2개)
- 2008년 MTV Video Music Awards Japan 최우수 협력 비디오 상 (LAST ANGEL feat. 동방신기)
- 2008년 "제49회 일본 레코드 대상" '우수 작품상' - <Moon Crying>
- 2008년 "제41회 일본 유선대상" '우수상' - 〈Moon Crying〉
- 2009년 "제49회 일본 레코드 대상" '우수 작품상' - <Lick Me♥>
- 2009년 "제42회 일본 유선대상" '우수상' - 〈Lick Me♥〉
- 2011년 Mnet 아시안 뮤직 어워드 베스트 핫 아시안 아티스트상

## 기타 수상
- 베스트 지니스트 (청바지 애용자) <2006년~2010년> 명예의 전당
- 네일 퀸 '아티스트 부분 상' <2006년~2008년> 명예의 전당

## 기록
- 음악 DVD 1위 획득 주 역대 1위 (secret~FIRST LIMITED LIVE~) 통산 7주 1위
  - 솔로 가수 부문 최다 판매량 (32만장)
- 2006년, 2007년 CD 토탈 아티스트 세일즈 1위 (오리콘)